# Понеретка
Понеретка или Понерјодка (рус. Понеретка, Понерёдка) малена је река понорница на северозападу европског дела Руске Федерације. Протиче преко територија Боровичког рејона на истоку Новгородске области, и лева је притока реке Мсте и део басена реке Волхов и Балтичког мора.
Отока је језера Лањово, недалеко од села Вишма. Дужина водотока је око 5 km, од тога је око 2 km подземни ток. На површину земље поново избија готово на самом ушћу у Мсту у коју се улива у виду мање каскаде (код села Опеченски Посад).